# Nautia ayapelana
Nautia ayapelana är en insektsart som beskrevs av Marius Descamps 1978. Nautia ayapelana ingår i släktet Nautia och familjen Romaleidae. Inga underarter finns listade i Catalogue of Life.